# Crijep
Crijep (cyr. Цријеп) – wieś w Bośni i Hercegowinie, w Republice Serbskiej, w gminie Višegrad. W 2013 roku liczyła 29 mieszkańców.